# Colin Joyce
Colin Joyce (6 augustus 1994, Pocatello) is een Amerikaans wielrenner.

## Carrière
In 2010 werd Joyce nationaal kampioen tijdrijden bij de nieuwelingen door het 24 kilometer lange parcours rond Bend sneller af te leggen dan Logan Owen en Gregory Daniel, die zes jaar later beiden zijn ploeggenoot zouden zijn.
In 2016, zijn eerste seizoen bij een UCI-ploeg, behaalde Joyce in de Ronde van Alberta zijn eerste profoverwinning: hij won de sprint van de voorste groep en mocht zo de eerste leiderstrui aantrekken. Later dat jaar won hij, samen met zijn ploeggenoten, de openingsploegentijdrit in de Olympia's Tour.
In 2018 behaalde hij de grootste overwinning van zijn carrière toen hij de 2e etappe in de Arctic Race of Norway op zijn naam schreef.

## Overwinningen
2010
 Amerikaans kampioen tijdrijden, Nieuwelingen
2016
1e etappe Ronde van Alberta
Punten- en jongerenklassement Ronde van Alberta
1e etappe Olympia's Tour (ploegentijdrit)
2018
2e etappe Arctic Race of Norway
2019
Rutland-Melton International Cicle Classic
2021
4e etappe Ronde van Denemarken

## Resultaten in voornaamste wedstrijden
|      | \| Jaar \| Gent-Wevelgem \| Waalse Pijl \| Parijs-Tours \| \| ---- \| ------------- \| ----------- \| ------------ \| \| 2019 \| \| 93e \| 57e \| \| 2020 \| \| \| 56e \| \| 2021 \| \| \| \| \| 2022 \| \| \| \| \| 2023 \| 80e \| \| \| |             |              |
| Jaar | Gent-Wevelgem | Waalse Pijl | Parijs-Tours |
| 2019 | | 93e         | 57e          |
| 2020 | |             | 56e          |
| 2021 | |             |              |
| 2022 | |             |              |
| 2023 | 80e |             |              |

## Ploegen
- 2016 –  Axeon Hagens Berman
- 2017 –  Rally Cycling
- 2018 –  Rally Cycling
- 2019 –  Rally UHC Cycling
- 2020 –  Rally Cycling
- 2021 –  Rally Cycling
- 2022 –  Human Powered Health
- 2023 –  Human Powered Health
- 2024 –  Miami Nights

Barta · Brown · Costa · Curran · Daniel · Dunbar · Geoghegan Hart · Guerreiro · Joyce · Neilands · O'Donnell · Oien · Owen · Powless · Williams · Young
Anderson · Anthony · Britton · Carpenter · Dal-Cin · de Vos · Ellsay · Huff · Huffman · Joyce · Magner · McNulty · Murphy · Oronte · Pate · Young
Aasvold · Bassett · Brown (tot 26/6) · Carpenter · Coté · de Kleijn · de Vos · Gibson (vanaf 6/6) · Haga · Hecht · Jensen · Joyce · King · Krul · Mannion · Murphy · Rosskopf · Swirbul · Zukowsky · Chrétien (stagiair) · Double (stagiair) · Stites (stagiair)
Aasvold · Aniołkowski · Banaszek · Bassett · Chrétien · Coté · de Vos · Double · Gibson · Greenberg · Haga · Hecht · Jensen · Joyce · Krul · Lemmen · McGill · Peák · Perry · Schönberger · Svestad-Bårdseng · Van Hoecke · Weemaes